# Cuenta regresiva a la Crisis Infinita
Cuenta regresiva a la Crisis Infinita es un especial unitario publicado por DC Comics como el inicio oficial del argumento de Crisis Infinita. Salió a la venta el 30 de marzo de 2005, se agotó y rápidamente se realizó una segunda edición. Cuando se publicó por primera vez, la tapa del cómic mostraba a Batman sosteniendo un cadáver entre sombras, de manera de no arruinar la sorpresa de quien moría. Para la segunda edición se quitaron las sombras, revelando la identidad del cadáver.
Cuenta regresiva fue un especial de 80 páginas con un valor inicial de 1 dólar (mucho menor que lo que valdría normalmente un cómic de 80 páginas); no obstante, la segunda edición salió a la venta por 2 dólares. En cuanto a la parte creativa, el guion fue coescrito por Geoff Johns, Greg Rucka y Judd Winick, mientras que los dibujos se dividieron, generalmente de capítulo en capítulo, entre los equipos de dibujante-entintador conformados por Rags Morales y Michael Bair, Jesús Saiz y Jimmy Palmiotti, Ivan Reis y Marc Campos, y Phil Jiménez y Andy Lanning. El artista Ed Benes dibujó y entintó su capítulo.

## Sinopsis
El argumento principal trata sobre Ted Kord, el superhéroe y exmiembro de la Liga de la Justicia conocido como Blue Beetle, que investiga un robo de fondos de su compañía que lo ha dejado casi en bancarrota. La mayoría de los otros héroes descartan, educada o completamente, las preocupaciones de Kord. Sólo Booster Gold, otro superhéroe y el mejor amigo de Kord, decide ayudarlo a completar su investigación pero, antes de poder hacerlo, resulta herido gravemente por una trampa explosiva.
Solitario y sin ayuda, Blue Beetle continúa siguiendo las pistas hasta llegar a Suiza, donde se infiltra en el castillo que sirve de base para la organización Checkmate. Allí enfrenta a Maxwell Lord quien admite haber utilizado a la Liga de la Justicia y al satélite de Batman, Hermano MK I, para vigilar a la comunidad superheroica, a quien considera una amenaza para la humanidad. Luego que Kord rehúsa unirse a su complot anti-metahumano, Lord dispara a Blue Beetle en la cabeza, asesinándolo.

## Crossovers
Cuenta regresiva fue promocionado como puente a los cuatro títulos que dirigían a la Crisis Infinita, sin embargo no los presentó en forma ecuánime. Esencialmente, el argumento principal era un largo prólogo a El proyecto OMAC. Los acontecimientos de Día de Venganza fueron señalados cuando Beetle se enfrenta al hechicero Shazam, pero no se dio ninguna pista relacionada con el título. La Guerra Rann-Thanagar fue mencionada en un único cuadro, pero pareciera ya estar avanzada en la historia. Los personajes principales de Villanos unidos aparecen en un capítulo del libro, pero este no tiene ninguna conexión con la historia de Blue Beetle.
Cuenta regresiva volvió a imprimirse como parte del tomo recopilatorio El proyecto OMAC (noviembre de 2005).